# سيلفانا بوتشر
سيلفانا بوتشر هي متزحلقة وباحثة سويسرية، ولدت في 3 فبراير 1984 في Malters ‏ في سويسرا.

## وصلات خارجية
- سيلفانا بوتشر على موقع الاتحاد الدولي للتزلج (التزلج الريفي) (الإنجليزية)
- سيلفانا بوتشر على موقع أوليمبيديا (الإنجليزية)